# 藤田主一
藤田 主一（ふじた しゅいち、1950年 - ）は、日本の教育心理学者。日本体育大学名誉教授。専攻領域は、教育心理学・臨床心理学。新潟県出身。

## 経歴
- 1982年 日本大学大学院文学研究科心理学専攻博士後期課程単位取得退学
- 城西大学女子短期大学部講師
- 城西大学女子短期大学部助教授
- 城西大学女子短期大学部教授
- 日本体育大学スポーツ文化学部教授
- 日本体育大学名誉教授

## 著書・論文等
- 1996年 発達と教育の心理学 福村出版 ISBN 978-4571220395
- 2001年
  - 応用心理学の現在 北樹出版 ISBN 978-4893848178
  - 幼児の行動とその理解 家政教育社 ISBN 978-4760603367
- 2007年 応用心理学事典 丸善 ISBN 978-4621078075
- 2008年
  - 教職をめざす人のための教育心理学 福村出版 ISBN 978-4571200717
  - 新しい心理学ゼミナール 福村出版 ISBN 978-4571200724
- 2009年
  - 大村政男, 浮谷秀一, 藤田主一「「血液型気質相関説」の史的評論(3)追悼 能見俊賢・中国における血液型性格判断を中心にして」（PDF）『応用心理学研究』第34巻第2号、日本応用心理学会、2009年3月、97-106頁、CRID 1520572358829371904、ISSN 03874605、国立国会図書館書誌ID:10425716。
  - 教師をめざす人のための教育カウンセリング 日本文化科学社 ISBN 978-4821061846
  - 新生徒指導論12講 福村出版 ISBN 978-4571101502
- 2011年
  - 鈴木悠介, 續木智彦, 藤田主一「教職課程履修者が描く教師像と教育実習の捉え方について : 学部3年生を対象として」『日本体育大学紀要』第41巻第1号、日本体育大学、2011年9月、59-64頁、CRID 1050282676639933568、ISSN 02850613、NAID 110008915434。
- 2013年
  - 新 発達と教育の心理学 福村出版 ISBN 978-4571220517
  - 現代社会と応用心理学7 クローズアップ 犯罪 福村出版 ISBN 978-4571255076
  - 現代社会と応用心理学2 クローズアップ 恋愛 福村出版 ISBN 978-4571255021
- 2015年
  - 新 こころへの挑戦 ―心理学ゼミナール 福村出版]ISBN 978-4571200816
  - 現代社会と応用心理学5 クローズアップ メディア 福村出版 ISBN 978-4571255052
  - 現代社会と応用心理学1 クローズアップ 学校 福村出版 ISBN 978-4571255014
  - 現代社会と応用心理学4 クローズアップ メンタルヘルス・安全 福村出版 ISBN 978-4571255045
  - 現代社会と応用心理学3 クローズアップ 健康 福村出版 ISBN 978-4571255038
  - 現代社会と応用心理学6 クローズアップ 高齢社会 福村出版 ISBN 978-4571255069

## 研究テーマ
- フラストレーションの認知構造
- 教育相談活動の理論と実践

## 所属学会
- 日本応用心理学会（名誉会員）
- 日本心理臨床学会
- 産業・組織心理学会（終身会員）
- 日本パーソナリティ心理学会（名誉会員）
- 日本マイクロカウンセリング学会

## 資格・免許
- 中学校教諭一級普通免許状（社会）
- 高等学校教諭二級普通免許状（社会）
- 臨床心理士
- 学校心理士
- 臨床発達心理士